# Мария Василева (изкуствовед)
Вижте пояснителната страница за други личности с името Мария Василева.
Мария Димитрова Василева е куратор, критик и историк на изкуството.

## Биография
Родена е през 1961 г. в София, където живее и работи. Дъщеря е на писателя Димитър Василев.
През 1984 г. завършва изкуствознание във Висшия институт за изобразително изкуство „Николай Павлович“, а през 2007 г. става доктор по изкуствознание с дисертация на тема „Жул Паскин и общите художествени процеси от началото на ХХ век“.
Специализацията ѝ преминава през Музея на модерното изкуство в Ню Йорк (1998), Университета в Рочестър, САЩ (1999), Централноевропейския университет в Будапеща (2002) и Международната програма за художници и куратори (ISCP) в Ню Йорк (2002).
Член е на Института за съвременно изкуство – София от създаването му през 1995 г. Между 1999 и 2006 г. е куратор на група „8-и март“. 
От 2003 г. е главен уредник в Софийската градска художествена галерия (СГХГ). Инициира основаването на отдел „Съвременно изкуство и фотография“ в СГХГ. По нейна инициатива са създадени дългосрочния проект за млади художници „Място за срещи“ и Наградата за съвременно изкуство „БАЗА“. В началото на 2016 г. напуска СГХГ и е назначена за главен уредник в Националната художествена галерия (НХГ).
През 2010 г. основава и управлява Фондация „Едмонд Демирджиян“, създадена за изучаване и популяризиране творчеството на художника и за подпомагане на млади таланти. Фондацията връчва ежегодна награда „Едмонд Демирджиян“ за живопис за обещаващо развитие и посветеност на изкуството.
Куратор е на множество изложби в България и чужбина от 1997 насам и участва в редица международни проекти. Нейни публикации се появяват на страниците и български и чуждестранни периодични издания и каталози.
Един от редакторите на списание „Артизанин“.
Създател на галерия „Структура“ в София, която отваря врати през декември 2017 г.
Член е на Международната асоциация на критиците на изкуството (AICA), на Международната асоциация на кураторите (IKT), на СБХ. 

## Публикации
- Мария Столарова, София: Български художник, 1988
- Димитър Буюклийски – Мичи, Издателство Мая, София, 1993
- Dimiter Buyukliiski-Mitchy, Maya Publishers, 1993
- Менините на Пикасо, Меридиан прес - EМ, 1995 ISBN 954-488-007-0
- Изложба на група 8-ми март в Централната минерална баня, София, 2000 / Exhibition of the women's group The 8th of March, Central Mineral Bath, Sofia 2000
- EXPORT-IMPORT. Съвременно изкуство от България / Contemporary Art from Bulgaria, СГХГ, 2002 ISBN 954-91223-1-x
- Едмонд Демирджиан / Edmond Demirdjian. Каталог. София: ИДА – К. Г. ISBN 978-954-92416-1-7
- The Big Wave. catalogue of The Big Wave exhibition, Varna, Bulgaria, August in Art, 7 August-7 September 2010 ISBN 9789549244267
- Контакт София. Работи от колекцията съвременно изкуство „Контакт“ / Kontakt Sofia. Works from the Kontakt Art Collection, СГХГ, 2011 ISBN 978-3-902673-07-7
- ИЗБОРЪТ (The Choice). 43 изкуствоведи-43 художници (43 art historians-43 artists), куратор Мария Василева (Curator Maria Vassileva), СГХГ 2012, ISBN 978-954-92735-2-6
- WHY DUCHAMP? From object to museum and back (125 years), Sofia: National Art Gallery, 2012
- Жул Паскин и художествените процеси от началото на 20 век. София: Сиела, 2013 ISBN 978-954-28-954-28
- Жул Паскин. От Видин до Париж / Jules Pascin. From Vidin to Paris, Сиела Норма АД, 2013 ISBN 978-954-28-1375-0
- Група 8-ми март. Кратка история на изкуството през последните 25 години в текстове и картинки, 2014 / The 8th of Mach Group. A Brief History of Art in the Last 25 Years in Texts and Images, 2014 ISBN 978-619-7004-06-9
- Изкуство за промяна / Art for Change 1985-2015, СГХГ, 2015 ISBN 978-619-7004-07-6
- Сашо Стоицов. Пробив, изложба в Националната галерия, София, 2016 / Sasho Stoitzov. Breakthrough, exhibition at The National Gallery, Sofia, 2016
- Иво Биcтрички. Сградите в нас / Ivo Bistrichki. The Buildings Within Us, Sofia: Structura Gallery, 2021 ISBN 978-619-91962-0-5
- Георги Папазов. Галерия Структура, София, 2021 ISBN 978-619-90949-5-2
- Georges Papazoff. Sofia: Galeria Structura, 2021 ISBN 978-619-90949-7-6

## Кураторски проекти
- 1997
  - Ars Ex Natio. Произведено в България, годишна изложба на Центъра за съвременно изкуство Сорос, съвместно с Яра Бубнова (каталог)
- 1999
  - Рецепти. Наръчник за правене на изкуство, ИСИ-София
  - Обсебване, Софийска минерална баня, изложба на група 8-ми март
  - Обличане / Разсъбличане (част от проекта Алтернативните галерии на 90-те), Център за съвременно изкуство Баня Старинна, Пловдив
- 2000
  - Дневни красавици, Моника Роменска, Ата-център за съвременно изкуство, София
  - Огледалце, огледалце…, Градска художествена галерия, Русе, Ата-център за съвременно изкуство, София, изложба на група 8-ми март
  - Мазохистичен пърформанс по Ханс Кристиян Андерсен. Аделина Попнеделева, Ата-център за съвременно изкуство, София
  - Субекти и сенки, Ата-център за съвременно изкуство, София, изложба на група 8-ми март
- 2001
  - Смяна на местата, международен проект, Ата-център за съвременно изкуство, София
- 2002
  - Shop-Art. Жени на пазара, магазините в подлеза на ЦУМ, София, изложба на група 8-ми март
  - Trieste Contemporanea Central European Video Art Presentation, Триест, Италия, куратор на българското представяне
  - Момичетата и морето, галерия Буларт, Варна, изложба на група 8-ми март
  - Beauty and the East, Women's Video from Bulgaria, ISCP, New York
- 2003
  - Експорт-Импорт. Съвременно изкуство от България. Софийска градска художествена галерия (каталог)
  - Арт геймъри, част от проекта 10x5x3, Шипка 6 Gallery, София
- 2004
  - Мултипликация, СГХГ, куратор на българското участие, Софийска градска художествена галерия (каталог)
  - Четири стаи, изложба на група 8-ми март, галерия ADS gallery, София (брошура)
  - Версията на Ерато, Шипка 6, София, съвместно с Яра Бубнова (каталог)
  - Нова земя, в рамките на проекта „Пейзажът“, Шипка 6, София
  - Cosmopolis. MicrocosmosXMacrocosmos, Southeast European Visual Arts Biennial, Thessaloniki State Museum of Contemporary Art (SMCA); куратор на българското представяне (каталог)
- 2005
  - Прозорецът – между обекта и символа (или между светското и святото), (каталог)
- 2006
  - Умножаване на отраженията, Софийска градска художествена галерия (брошура)
  - Градски приказки, Софийска градска художествена галерия (брошура)
  - Вътрешен глас, в рамките на Август в изкуството, Варна (брошура)
  - Важно съобщение (съвместно с Даниела Радева), Софийска градска художествена галерия (каталог)
  - Нито бял куб, нито бяла кутия. История в сегашно време, Софийска градска художествена галерия, съвместно с Яра Бубнова (брошура)
  - Ivan Moudov. MUSIZ, Studio Tommaseo, Триест, Италия (каталог)
- 2007
  - Пътуване до Европа и по-нататък, Софийска градска художествена галерия (каталог)
  - Samuil Stoyanov. Kick the Time, Siemens_artLab, Виена
  - European re-Union. Daniela Sergieva (Pernik, Bulgaria / Paris), Ivan Moudov (Sofia), Kosta Tonev (Plovdiv, Bulgaria / Vienna), Vladimir Mitrev (Sofia / Berlin), Galerie ArtPoint, Виена (каталог)
- 2008
  - Умерен оптимизъм. Надежда Олег Ляхова, ул. 6-ти септември 9, София
  - Flying People. Boriana Pandova & Ivan Nikolov, Siemens_artLab, Виена;
- 2009
  - Value Point, Hilger Contemporary, Виена, съвместно с Аленка Грегорич, (каталог)
  - От вчера към утре. Софийски паметници, Софийска градска художествена галерия (каталог)
  - Недко Солаков, Софийска градска художествена галерия, съвместно с Яра Бубнова (каталог)
  - От идеология към икономика. Съвременно българско изкуство 20 години по-късно, Държавен централен музей на съвременната история на Русия, Москва, съвместно с Яра Бубнова (каталог)
  - Цветя & Рози, Български културен институт, Хамбург, Германия
  - Илюзии за ума и очите, Софийска градска художествена галерия
  - Gender Check, MUMOK, Виена
  - Zacheta National Gallery of Art, Варшава – представяне на България (каталог)
  - Едмонд Демирджиян, Софийска градска художествена галерия
- 2010
  - Отвъд кредита. Съвременно изкуство и взаимно доверие, Антрепо, Истанбул, съвместно с Яра Бубнова и Лъчезар Бояджиев (каталог)
  - Минко Йовчев и Едмонд Демирджиян. Връчване на ежегодната награда за млад автор на Фондация „Едмонд Демирджиян“, галерия Ракурси, София
  - Голямата вълна, Осмо международно биенале за съвременно изкуство „Ангуст в изкуството“, Варна (каталог)
  - Аквариум. Галерия Алма Матер, Софийски университет
- 2011
  - Надежда Олег Ляхова. „еко истории“, Склада, ул. Бенковски 11, София
  - Изборът. 43 изкуствоведи – 43 произведения, Софийска градска художествена галерия (каталог)
  - Калия Калъчева и Едмонд Демирджиян. Връчване на ежегодната награда за млад автор на Фондация „Едмонд Демирджиян“, галерия Ракурси, София
  - Контакт София. Работи от колекция Контакт, Виена (съвместно с Валтер Зайдл), Софийска градска художествена галерия (каталог)
- 2012
  - Защо Дюшан? От обекта до музея и обратно (125 години), Музей за съвременно изкуство „Софийски Арсенал“, София (вестник)
  - Възможната история. Българското изкуство през колекцията на Софийска градска художествена галерия, СГХГ (каталог)
  - Велислава Гечева и Едмонд Демирджиян. Връчване на ежегодната наградаза млад автор на Фондация „Едмонд Демирджиян“, галерия Ракурси, София
  - ЛЮБОВ. Част от проекта „Идея за дом“ на Съюза на българските художници (по идея на Мария Василева), галерия „Райко Алексиев“, София
- 2015
  - Калин Серапионов. Choose Training, Contemporary Space, Варна
  - Изкуство за промяна 1985-2015, Софийска градска художествена галерия, каталог
  - Внимание! Прясна боя, 33-ма млади български живописци, Софийска градска художествена галерия (съвместно с Даниела Радева и Владия Михайлова), каталог
  - Кристо и Жан-Клод, Софийска градска художествена галерия, вестник
- 2016
  - Сашо Стоицов. Пробив, Национална галерия, София, каталог
  - Красимир Терзиев. Някои джаджи виждат хора, а някои – други джаджи, Contemporary Space, Варна
- 2017
  - Трендафила Трендафилова, галерия Ракурси
  - Ваканции. Даниела Олег Ляхова, Credo Bonum, каталог
  - Форми на съвместно съществуване, Бистра Льошевалие, Бора Петкова, Борис Делчев, Викенти Комитски, Гайни Нурсапина, Игор Ешкиня, Калин Серапионов, Марияна Василева, Марсел Оденбах, Михаил Новаков, Надежда Олег Ляхова, Нина Ковачева и Валентин Стефанов, Оливия Михалтяну, Светлана Мирчева, Севда Шкутова, Стефка Георгиева, HR-Stamenov, Боряна Росса, Станимир Генов, Красимир Терзиев, Галерия „Структура“, декември 2017-януари 2018
- 2018
  - Адриян Чернин… отклонения…, Галерия „Структура“, януари-март, каталог
  - Симеон Симеонов. Гравитация, Галерия „Структура“, май-юни
  - Алла Георгиева. Животът е песен, Галерия „Структура“, юни-юли
  - Natura Naturans / Природата на изкуството, Норберт Биски, Михаел Зайлщорфер, Алисия Кваде, Анете Келм, Флориан Майзенберг, Олаф Николай, Йоринде Фойгт, Галерия „Структура“, декември 2018-февруари 2019
- 2019
  - Всичко наведнъж. Радоил Серафимов, Руди Нинов, Станимир Генов, Галерия „Структура“, април-май
  - FINALE. Боряна Петкова, Валентина Шарра, Венета Андрова, Димитър Генчев, Кирил Кузманов, Леда Ванева, Наталия Йорданова, Радостин Седевчев, Стела Василева, Станимир Генов, Галерия „Структура“, октомври-декември, каталог
- 2020
  - Изкуство и политика – конфронтации и съжителства. Антони Райжеков, Герхард Рихтер, Гюнтер Юкер, Ото Дикс, Хана Хюх, Йозеф Бойс, Галерия „Структура“, октомври-декември, каталог
- 2021
  - По-истински от реалността. Дион Зекири, Игор Ешкиня, Йохана Стръжкова, Леда Екимова, Луиза Марган, Синиша Илич, Галерия „Структура“, юни-юли, каталог
  - Иво Бистрички. Сградите в нас, Галерия „Структура“, септември-октомври, каталог
  - Жорж Папазов. Осветителят, Национална галерия – Двореца, София, каталог
- 2022
  - Станимир Генов. Във вселената има много по-хубави планети от земята, Галерия „Структура“, март-април
  - Симеон Симеонов. Противодействия, Галерия „Структура“, април-май
  - Колко скоро е сега? Антони Райжеков, Биргит Грашопф, Боряна Венциславова, Димитър Солаков, Кей Волковиак, Наталия Йорданова, Оливер Ларик, Якоб Лена Кнебл (съвместно с Валтер Зайдл), септември-октомври, каталог
  - Мариела Гемишева. Неслучайно присъствие, ХГ Казанлък, май-септември
- 2023
  - Рисунката – без ограничения. Боряна Петкова, Калин Серапионов, Кирил Прашков, Красимир Терзиев, Леда Ванева, Надежда Олег Ляхова, Нина Ковачева, Петър Минчев, Светлана Мирчева, Симеон Симеонов, Галерия „Структура“, февруари-март
- 2024
  - По-добрата част от нас. Боряна Росса и Олег Мавроматти, Димитър Трайчев, Калин Серапионов, Кирил Прашков, Константин Златев, Красимир Терзиев, Нено Белчев, Симеон Симеонов, Явор Костадинов, Галерия „Структура“, февруари-април